# BLS Lötschbergbahn

Logo der BLS Lötschbergbahn

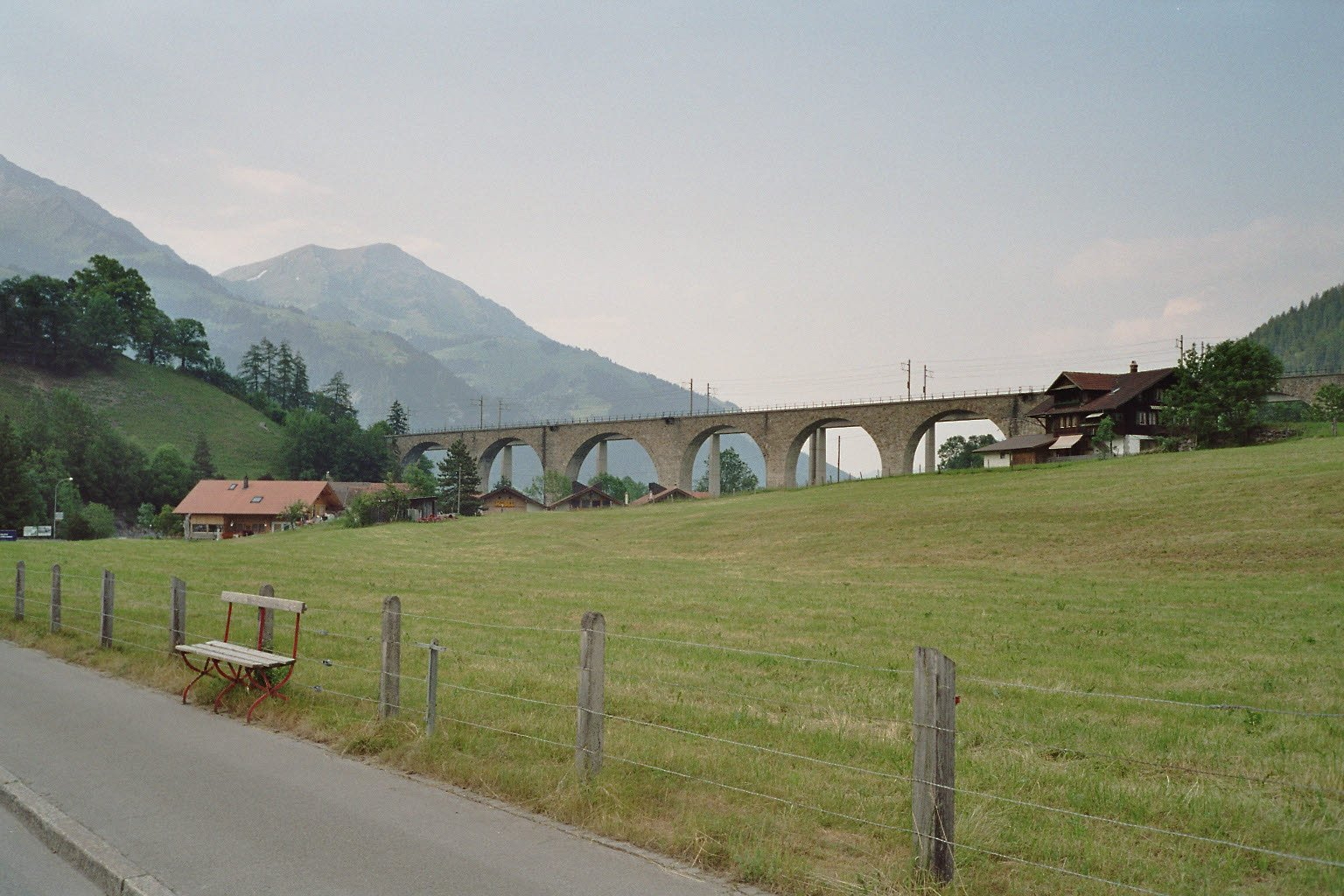
Das Kanderviadukt der BLS bei Frutigen

Die BLS Lötschbergbahn (BLS) war eine Eisenbahngesellschaft in der Schweiz. Sie entstand 1997 durch die Fusion der Bern-Lötschberg-Simplon-Bahn (BLS) mit den mitbetriebenen Bahnen Spiez-Erlenbach-Zweisimmen-Bahn (SEZ), Gürbetal-Bern-Schwarzenburg-Bahn (GBS) und Bern-Neuenburg-Bahn (BN). Mit einem normalspurigen Streckennetz von 245 Kilometern Länge gehörte sie zu den grösseren Privatbahnen der Schweiz. Sie unterhielt den Nord-Süd-Verkehr (Güter sowie Rollende Autobahn) über den Lötschberg (Lötschberglinie) und war für den Regionalverkehr im Grossraum Bern zuständig. Sie betrieb auch die Schifffahrt auf dem Thuner- und Brienzersee. An der AG war der Kanton Bern 2001 zu 65 %, die Eidgenossenschaft zu 18 % und Gemeinden sowie Private zu 17 % beteiligt. Die BLS Lötschbergbahn AG wurde im Juni 2006 rückwirkend auf den 1. Januar 2006 mit der Regionalverkehr Mittelland (RM) zur neuen BLS AG fusioniert, die neue Gesellschaft ist seit dem 27. Juni 2006 operativ.
Von 1913 bis zur Fusion wurden die vier Gesellschaften als BLS-Gruppe unter gemeinsamer Leitung der Bern-Lötschberg-Simplon-Bahn einheitlich betrieben. Die drei mitbetriebenen Bahnen wurden auch als Dekretsbahnen bezeichnet.

## Geschichte

### BLS-Gruppe

#### Mitbetriebene Bahnen

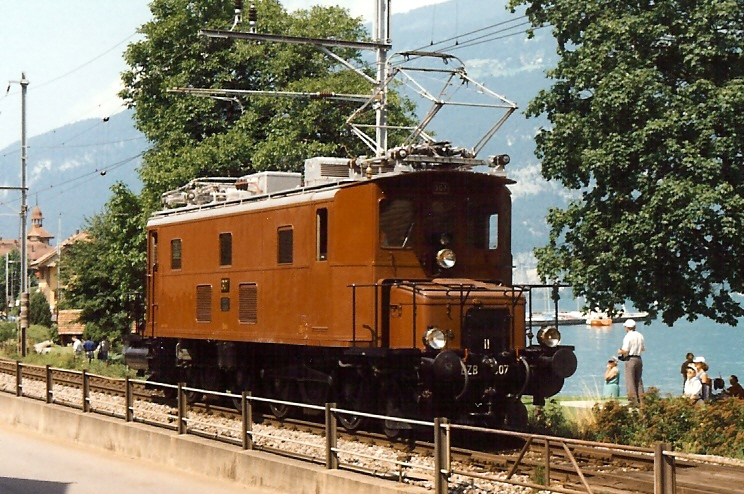
Die von allen mitbetriebenen Bahnen beschafften Lokomotiven Ce 4/6 wurden als „Dekretsmühlen“ bezeichnet.

Älteste Vorgängerin der BLS Lötschbergbahn war die Bödelibahn (BB), die mit der 1872 bis 1874 eröffneten Strecke Därligen–Interlaken–Bönigen den Thunersee mit dem Brienzersee verband. Bis zur Eröffnung der Strecke Scherzligen–Därligen der Thunerseebahn (TSB) im Jahr 1893 war die Bödelibahn eine isolierte Linie ohne Anschluss an andere Bahnen. 1900 kaufte die TSB die Bödelibahn, die bereits vorher zeitweise ihre Strecke an die TSB verpachtet hatte. Ab 1897 besorgte die TSB unter der Leitung des Ingenieurs Emil Auer den Betrieb der Spiez-Erlenbach-Bahn (SEB), später auch der Erlenbach-Zweisimmen-Bahn (EZB), der Bern-Neuenburg-Bahn (BN), der Gürbetalbahn (GTB), der Spiez-Frutigen-Bahn (SFB) und der Bern-Schwarzenburg-Bahn (BSB). 1913 ging die TSB in der Bern-Lötschberg-Simplon-Bahn auf, welche die Betriebsführung der Dekretsbahnen übernahm.
Diese mitbetriebenen Bahnen waren rechtlich eigenständige Gesellschaften mit eigenen Verwaltungsräten. Weil die BLS (und vor ihr die TSB) Verwaltung und Betrieb besorgte und Personal und Fahrzeuge freizügig einsetzte, wurden die Bahnen als BLS-Gruppe bezeichnet. Einzig die Rollmaterialbeschaffungen mussten von den jeweiligen Verwaltungsräten entschieden werden, weshalb einzelne Unterschiede zu erkennen waren. Diese Bahngesellschaften waren im Mehrheitsbesitz des Kantons Bern, der nach dem Ersten Weltkrieg in der damaligen grossen Kohlennot per Regierungsdekret entschied, die Bahnen seien zu elektrifizieren und gleich die notwendigen Lokomotiven bestellte, was den Bahnen den Übernamen Berner Dekretsbahnen bzw. den entsprechenden Lokomotiven den Namen Dekretsmühlen eintrug.
1942 fusionierten die SEB und EZB zur Spiez-Erlenbach-Zweisimmen-Bahn (SEZ) und 1944 die Gürbetalbahn und die BSB zur Gürbetal-Bern-Schwarzenburg-Bahn (GBS).

#### Bern-Lötschberg-Simplon-Bahn

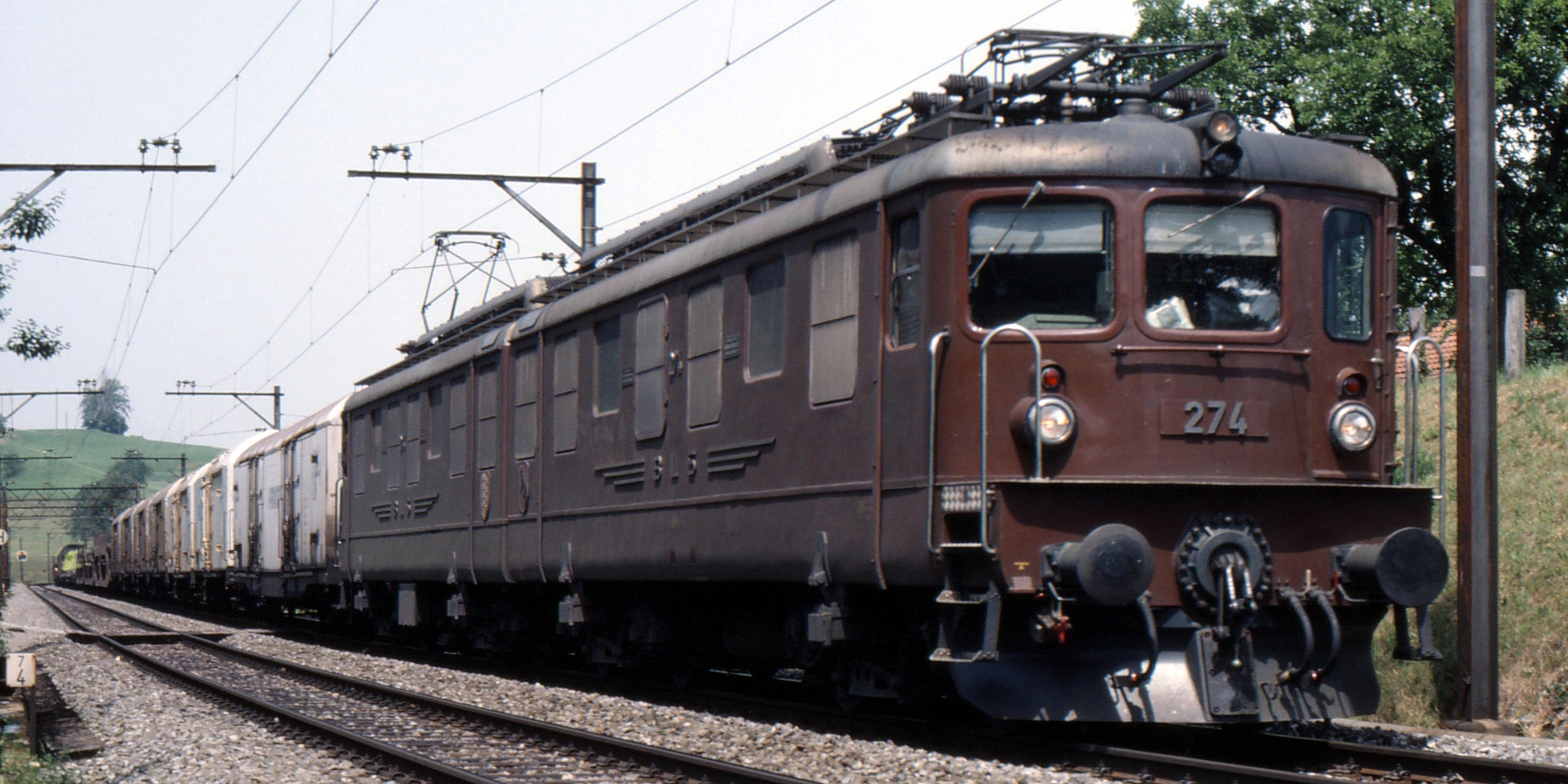
Ab 1959 beförderten die Doppellokomotiven Ae 8/8 schwere Güterzüge über den Lötschberg.

Die 1913 durchgehend eröffnete und von Anfang an elektrisch betriebene Bern-Lötschberg-Simplon-Bahn war die erste elektrifizierte alpine Vollbahn. Bereits 1907 übernahm sie die SFB und richtete auf deren Strecke zwischen Spiez und Frutigen einen elektrischen Versuchsbetrieb ein. Kernstück der Lötschbergbahn war der 14,6 Kilometer lange Lötschbergtunnel zwischen Kandersteg und Goppenstein. Bei dessen Bau erzwang ein Wassereinbruch in die Tunnelröhre, der 25 Arbeiter in den Tod riss, eine veränderte Linienführung des Tunnels.
Von 1977 bis 1991 erfolgte der Ausbau der Lötschbergstrecke auf Doppelspur.

### BLS Lötschbergbahn

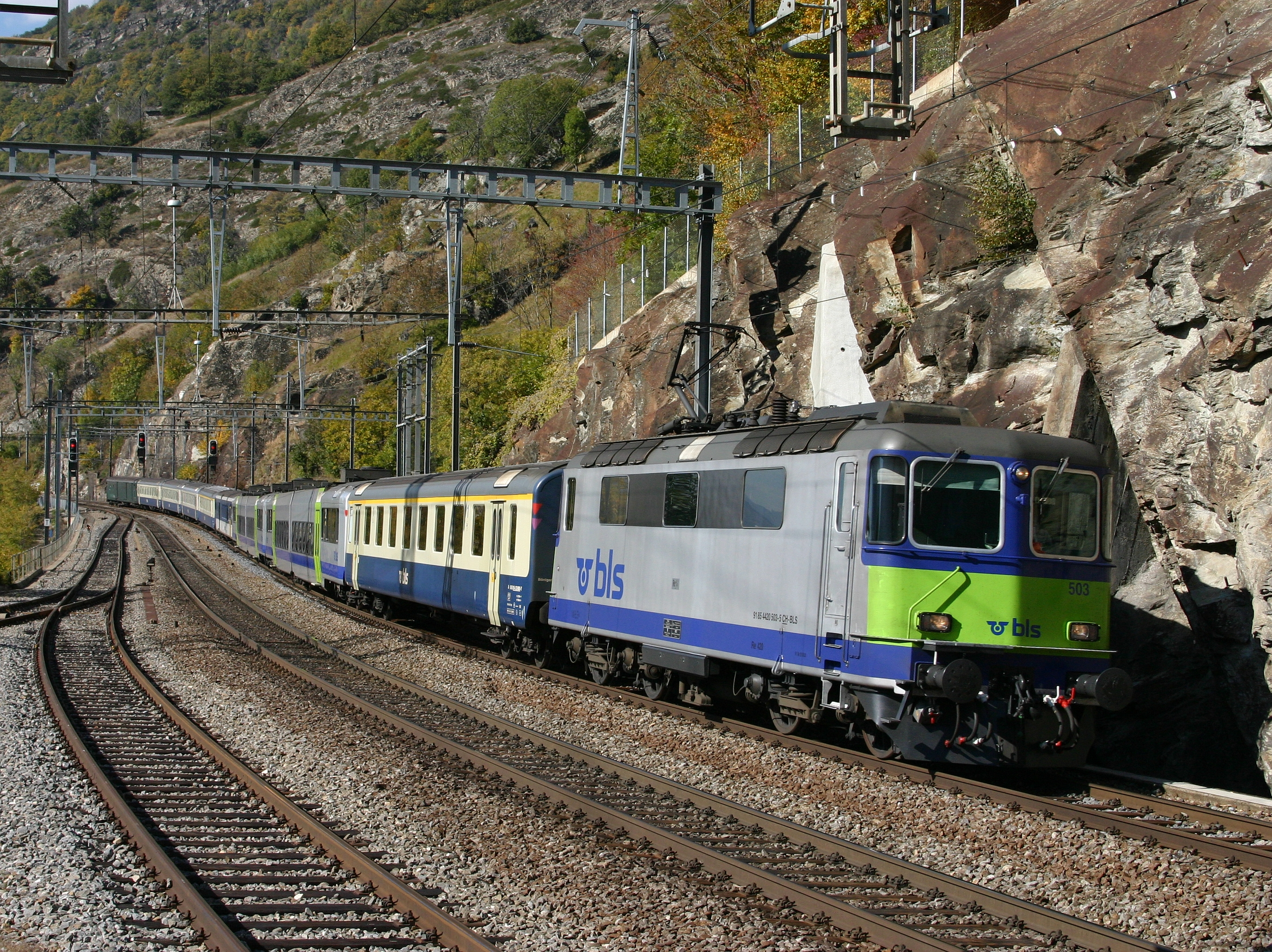
2004/05 übernahm die BLS einige Re 4/4 II von den SBB. Re 420 503 im Einsatz auf der Südrampe in Lalden.

Das Umfeld der Bahnen Europas verändert sich gegen Ende des 20. Jahrhunderts so, dass sie eine Umstrukturierung der BLS-Gruppe erforderte. Nach der Fusion zur BLS Lötschbergbahn haben 2000 die SBB und die BLS eine Basisvereinbarung unterzeichnet. Diese legt unter anderem fest, dass die BLS den SBB-Regionalverkehr (S-Bahn Bern) sowie die RegioExpress-Züge Bern–Luzern übernimmt und die SBB im Gegenzug den Fernverkehr auf dem BLS-Netz. Ab dem 12. Dezember 2004 wurde der Vertrag umgesetzt.
Im Jahr 2001 wurde gemeinsam mit der Railion Deutschland AG und dem Spediteur Ambrogio aus Italien eine Tochtergesellschaft, die BLS Cargo AG gegründet. Das Unternehmen bietet vor allen Dingen im Alpentransit direkte Verbindungen zwischen Frankreich sowie Deutschland nach Italien für den Güterverkehr an. Für den Lastwagentransport wird für die RAlpin AG die Rollende Autobahn angeboten. Das Unternehmen hat seit der Gründung den Güterverkehr der BLS von ca. 300 Mio. Ntkm auf 2,8 Mrd. Ntkm (2005) vervielfacht und im Alpentransit durch die Schweiz 2006 einen Marktanteil von 40 % erreicht.
Die Tochtergesellschaft BLS AlpTransit AG konzentrierte sich auf den Bau des Lötschberg-Basistunnels. 2007 konnte die BLS den Verkehr durch den Basistunnel aufnehmen.

## Eisenbahnstrecken
| Strecke                              | Länge km | Eröffnung | elektrisch seit | Bemerkung                                                                              |
| ------------------------------------ | -------- | --------- | --------------- | -------------------------------------------------------------------------------------- |
| Spiez–Brig                           | 73,3     | 1901–1913 | 1910–1913       | Lötschberg-Bergstrecke, zweispurig                                                     |
| Wengi-Ey–Frutigen–St. German (–Visp) | 40,0     | 2007      | 2007            | Lötschberg-Basistunnel, St. German–Ferden zweispurig                                   |
| Thun–Spiez–Interlaken Ost            | 33,0     | 1872–1893 | 1915–1920       | Thunerseebahn, Thun–Faulensee zweispurig                                               |
| Interlaken Ost–Bönigen               | 2,2      | 1874      | 1920            | 1969 Betrieb eingestellt, teilweise erhalten als Anschlussgleis zur Werkstätte Bönigen |
| Spiez–Zweisimmen                     | 34,9     | 1897–1915 | 1920            | Simmentalbahn, ehemals SEZ                                                             |
| Bern Holligen–Belp–Thun              | 34,5     | 1901–1902 | 1920            | Gürbetalbahn, ehemals GBS, teilweise zweispurig                                        |
| Bern–Neuchâtel                       | 42,0     | 1901      | 1920–1928       | ehemals BN, teilweise zweispurig                                                       |
| Bern Fischermätteli–Schwarzenburg    | 17,3     | 1907      | 1920            | ehemals GBS                                                                            |
| Moutier–Lengnau                      | 13,0     | 1915      | 1928            | Grenchenbergtunnel                                                                     |

## Rollmaterial

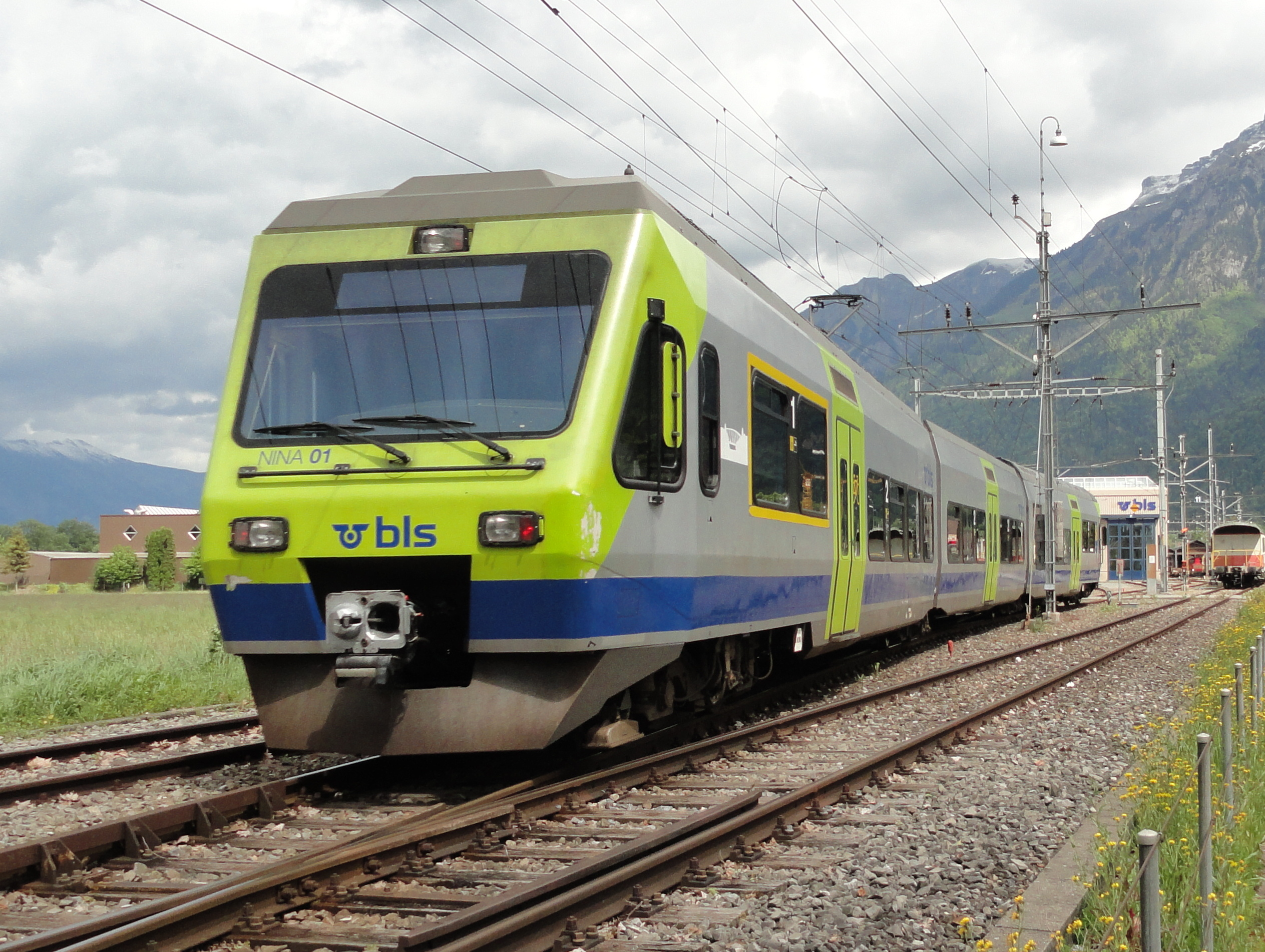
Dreiteiliger NINA RABe 525
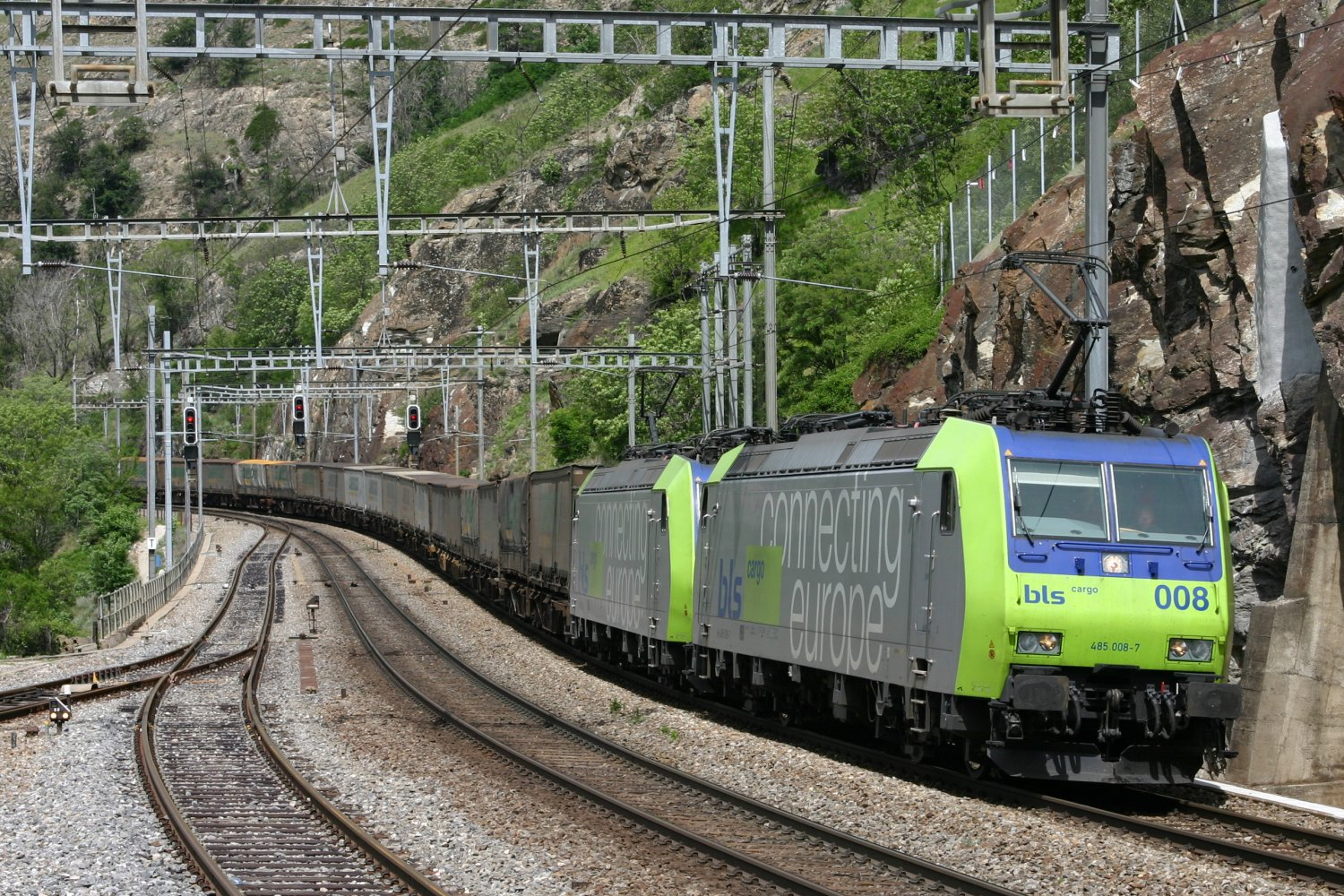
Zwei Re 485 vor einem Güterzug in Lalden

### Von BLS Lötschbergbahn beschafft
| Baureihe                                                                               | Baureihe           | Hersteller         | Baujahr            | Herkunft           | Stückzahl                        | Stückzahl          | Ausrangiert        | Typ                | Bemerkungen        |
| Serie                                                                                  | Nummern            | Hersteller         | Baujahr            | Herkunft           | total                            | Fusion             | Ausrangiert        | Typ                | Bemerkungen        |
| Elektrolokomotiven                                                                     | Elektrolokomotiven | Elektrolokomotiven | Elektrolokomotiven | Elektrolokomotiven | Elektrolokomotiven               | Elektrolokomotiven | Elektrolokomotiven | Elektrolokomotiven | Elektrolokomotiven |
| -------------------------------------------------------------------------------------- | ------------------ | ------------------ | ------------------ | ------------------ | -------------------------------- | ------------------ | ------------------ | ------------------ | ------------------ |
| Re 420                                                                                 | 501–506            | SLM/BBC            | 1964–1967          | SBB (2004)         | (Üb)012                          | 12                 |                    |                    | ex SBB Re 4/4II    |
| Re 420                                                                                 | 507–512            | SLM/BBC            | 1964–1967          | SBB (2005)         | (Üb)012                          | 12                 |                    |                    | ex SBB Re 4/4II    |
| Re 465                                                                                 | 001–008            | SLM/ABB            | 1994–1995          | BLS                | 8                                | 18                 |                    | Lok 2000           |                    |
| Re 465                                                                                 | 009–018            | SLM/Adtranz        | 1996–1997          | SBB (2003)         | (Üb)010                          | 18                 |                    | Lok 2000           |                    |
| Re 485                                                                                 | 001–020            | BT                 | 2002–2004          |                    | 20                               | 20                 |                    |                    | Traxx F140 AC1     |
| Elektrotriebwagen/-züge                                                                |                    |                    |                    |                    |                                  |                    |                    |                    |                    |
| RABe 525                                                                               | 001–008            | Vevey/BT/Alstom    | 1998–1999          |                    | 8                                | 36                 |                    | Nina (3-tlg.)      |                    |
| RABe 525                                                                               | 009–014            | Vevey/BT/Alstom    | 2002               | 6                  |                                  | 36                 |                    | Nina (3-tlg.)      |                    |
| RABe 525                                                                               | 015–032            | Vevey/BT/Alstom    | 2003–2004          | 18                 |                                  | 36                 |                    | Nina (3-tlg.)      |                    |
| RABe 525                                                                               | 033–036            | Vevey/BT/Alstom    | 2004–2005          | 4                  |                                  | 36                 |                    | Nina (3-tlg.)      |                    |
| Personenwagen                                                                          |                    |                    |                    |                    |                                  |                    |                    |                    |                    |
| A 10-75                                                                                | 400–411            |                    | 1985–1991          | BLS                | 12                               | 0                  | 2004               | EW IV              | an SBB verkauft    |
| B 21-75                                                                                | 400–419            | 20                 | 1985–1991          | BLS                | an SBB verkauft                  | 0                  | 2004               | EW IV              |                    |
| B 21-75                                                                                | 420–422            | 1991               | BT (1999)          | (Üb)03             | ex BT B 304–306; an SBB verkauft | 0                  | 2004               | EW IV              |                    |
| Bt 80-35                                                                               | 990–996            |                    | 1972–1975          | SBB (2004)         | 7                                | 57                 |                    | EW III             |                    |
| AD 81-34                                                                               | 000–006            | 7                  | 1972–1975          | SBB (2004)         |                                  | 57                 |                    | EW III             |                    |
| A 18-34                                                                                | 002–024            | 18                 | 1972–1975          | SBB (2004)         | Umbau zu Bt (2), B (3), ABS (2)  | 57                 |                    | EW III             |                    |
| B 29-34                                                                                | 000–026            | 25                 | 1972–1975          | SBB (2004)         |                                  | 57                 |                    | EW III             |                    |
| B 22-35                                                                                | 600–615            |                    | 2003–2004          |                    | 16                               | 16                 |                    | B Jumbo            |                    |
| Diesellokomotiven                                                                      |                    |                    |                    |                    |                                  |                    |                    |                    |                    |
| Em 845                                                                                 | 001                | LEW                | 1982/2002          | DB (2002)          | 1                                | 0                  | 2003               | V 60.10            | ex DB 105 164      |
| Am 845                                                                                 | 002                | Vossloh            | 2003               |                    | 1                                | 1                  |                    | G 1000 BB          | von ATC gemietet   |
| Rangierlokomotiven und Traktoren                                                       |                    |                    |                    |                    |                                  |                    |                    |                    |                    |
| Tm 235                                                                                 | 099                | STAG               | 1996               | BLS                | 2                                | 0                  | 2006               |                    |                    |
| Tm 235                                                                                 | 100                | STAG               | 1996               | BLS                | 2                                | 1                  |                    |                    |                    |
| Üb = Übernahme aus fremden Bestand (Gebrauchtfahrzeug); Um = Umbau aus eigenem Bestand |                    |                    |                    |                    |                                  |                    |                    |                    |                    |

### Von Vorgängerbahnen beschafft
→ Abschnitt Rollmaterial (Auswahl) im Artikel Bern-Lötschberg-Simplon-Bahn